# Svazek obcí pod Kunětickou horou
Svazek obcí pod Kunětickou horou je dobrovolný svazek obcí v okresu Pardubice, jeho sídlem je Dříteč a jeho cílem je spolupráce členských obcí v oblasti řešení problematiky mikroregionu a strategie rozvoje spravovaného území dle zákona o obcích v platném znění. Byl založen v roce 2002 a sdružuje celkem 15 obcí.

## Obce sdružené v mikroregionu
- Borek
- Bukovina nad Labem
- Čeperka
- Dříteč
- Hrobice
- Kunětice
- Libišany
- Němčice
- Podůlšany
- Ráby
- Srch
- Staré Hradiště
- Staré Ždánice
- Stéblová
- Újezd u Sezemic